# Deep Purple and Joe Satriani Tour

## Датуми концерата

### Јапан
- Јапан 02 12 1993, Rainbow Hall, Нагоја
- Јапан 03 12 1993, Jo Hall, Осака
- Јапан 05 12 1993, Bunka, Јокохама
- Јапан 06 12 1993, Budokan, Токио
- Јапан 07 12 1993, Budokan, Токио
- Јапан 08 12 1993, Yo-Yogi Olympic Pool, Токио

### Европа
- Немачка 03 06 1994, Waldbuhne, Берлин
- Данска 04 06 1994, Festplazen, Esbjerg
- Немачка 07 06 1994, Westfalenhalle, Дортмунд
- Немачка 08 06 1994, Sporthalle, Хамбург
- Шведска 10 06 1994, Bellevueparken, Karlshamm
- Шведска 11 06 1994, Heden, Гетеборг
- Немачка 13 06 1994, Seidenstickerhalle, Билефелд
- Немачка 14 06 1994, Eissporthalle, Касел
- Немачка 15 06 1994, Niebelunghalle, Пасау
- Немачка 16 06 1994, Saarlandhalle, Сарбрикен
- Немачка 17 06 1994, Kunsteisstadion, Villingen-Schwenningen
- Белгија 18 06 1994, Flanders Expo, Гент
- Немачка 19 06 1994, Schwabenhalle, Аугсбург
- Италија 21 06 1994, Speedway Arena, Lonigo
- Италија 22 06 1994, Palasport, Ђенова
- Холандија 24 06 1994, Brabanthallen, Ден Бош
- Немачка 25 06 1994, Wegberg Festival, Wildenrath
- Швајцарска 26 06 1994, Open Air, Сен Гален
- Шпанија 29 06 1994, Estadio Narcis Sala, Барселона
- Шпанија 30 06 1994, Palau Dels esports, Мадрид
- Шпанија 01 07 1994, Palau Dels esports, Burgos
- Шпанија 02 07 1994, Plaza De Toros, Гијон
- Аустрија 05 07 1994, Sportplatz, Kapfenberg
- Немачка 06 07 1994, Bayreuth

## Постава
- Ијан Гилан - вокали
- Џо Сатријани - гитаре
- Џон Лорд - Хамонд оргуље, клавијатуре
- Роџер Главер - бас
- Ијан Пејс - бубњеви